# ФК Блекберн роверси
ФК Блекберн роверси је енглески фудбалски клуб из Блекберна. Тренутно се такмичи у Чемпионшипу, пошто је у сезони 2011/12. испао из Премијер лиге. Блекберн је један од три оснивача Фудбалске Лиге и Премијер лиге. Друга два су Астон Вила и Евертон.

## Историја
Фудбалски клуб Блекберн роверси је основан 1875, а 1888. постаје један од оснивача Енглеске фудбалске лиге. Године 1890. седиште клуба постаје Ивуд парк. Већина успеха клуба датира до 1930. када су у неколико наврата освојени Лига куп и ФА куп. Након испадања из Прве лиге 1966, клуб се 26 узастопних сезона није такмичио у највишем рангу.
Блекберн је 1992. ушао у нову Премијер лигу, годину дана пошто је клуб купио локални бизнисмен Џек Вокер, који је за тренера именовао Кенија Далглиша. Године 1995. Блекберн, са Аланом Ширером и Крисом Сатоном, постаје првак Премијер лиге Шампионски тим се брзо распао и 1999. Блекберн је испао из Премијер лиге у коју се, након Вокерове смрти, враћа двије године касније. У периоду од 2001. до 2011. клуб се четири пута квалификовао за Куп УЕФА: једном као победник Лига купа, два пута као шестопласирани тим Премијер лиге и једном преко Интертото купа.
Мото-клуба на латинском гласи: "Arte et labore" (уметност и рад) и био је мото градског већа пре него што је основан клуб.

## Успеси
- Прва лига / Премијер лига
  - Првак (3): 1911/12, 1913/14, 1994/95.

- ФА куп
  - Освајач (6): 1884, 1885, 1886, 1890, 1891, 1928.
  - Финалиста (2): 1882, 1960.

- Лига куп Енглеске
  - Освајач (1): 2002.